# جمعي فاميلي 3
جمعي فاميلي 3 مسلسل تلفزيوني جزائري.

## بطاقة تقنية
- شركة الإنتاج : SD BOX
- سنة الإنتاج : 2011
- النوع : مغامرات (فكاهة)
- إخراج : جعفر قاسم
- مدير التصوير : Frederique Derrien
- سيناريو : جعفر قاسم وأسامة بن حسين
- حوار: محمد شرشال
- عدد الحلقات : 24 حلقة

## الممثلون
- صالح أوقروت: في دور جمعي
- سميرة صحراوي: في دور مريم
- محمد بوشايب: في دور أرزقي
- عز الدين بوشايب: في دور سامي
- بشرى عقبي: في دور سارة
- وسام بوعلام: في دور وسام
- عثمان بن داود: في دور بيدرو
- فريدة كريم: في دور خالتي بوعلام
- بلاحة بن زيان: في دور قادة
- مصطفى هيمون: في دور لخضر
- حكيم زلوم: في دور المفتش فاهم
- تير الهادي: في دور سبتي

## طالع أيضًا
- جمعي فاميلي
- جمعي فاميلي 2